# Closterus viettei
Closterus viettei là một loài bọ cánh cứng trong họ Cerambycidae.